# Bonatea flexilineata
Bonatea flexilineata är en fjärilsart som beskrevs av Paul Dognin 1918. Bonatea flexilineata ingår i släktet Bonatea och familjen mätare. Inga underarter finns listade i Catalogue of Life.